# Jardín botánico de Seván
El Jardín Botánico de Seván es un jardín botánico de unas 5 hectáreas de extensión que se encuentra en Seván, Armenia. Está supervisado, siendo un satélite suyo, por el Jardín Botánico de Ereván, el cual está administrado por la Academia Nacional de Ciencias de Armenia. Es miembro del BGCI, siendo su código de identificación internacional como institución botánica es SVAN.

## Localización
Se encuentra en las orillas del lago Seván.
Jardín Botánico de Seván, Academia Nacional de Ciencias de la República de Armenia, Gegharkounik Marz, Seván
378610 Armenia.
- Teléfono: 374 762 1441

Se encuentra abierto al público en general.

## Historia
Creado en 1944. Inicialmente, este jardín botánico formaba parte de Jardín Botánico de Ereván.

## Colecciones
Este jardín botánico alberga unos 650 taxones cultivados.
Son de destacar, sus colecciones de, 
- Plantas de México,
- Plantas del Extremo Oriente,
- Plantas de América del Norte,
- Plantas del Mediterráneo,
- Plantas de los Himalayas,

Con nutrida representación de las familias, Rosaceae, Cupressaceae, Caprifoliacea. 
Entre las especies existentes merecen destacar, 
Pinus spp., Picea spp., Acer spp., Quercus spp., Rhododendron spp.  
- Arboreto,
- Banco de germoplasma
- Herbario